# Percha

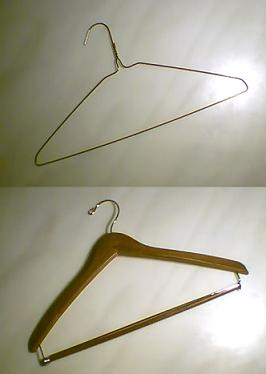
Gancho para la ropa.

Una percha, gancho para la ropa u hombrera es un dispositivo con la forma de los hombros humanos diseñado para facilitar colgar sobre todo chaquetas, suéteres, camisas, blusas o vestidos de una manera que prevenga las arrugas de los mismos, con una barra más baja para poder colgar pantalones. También existen modelos con pinzas para faldas.
Otros significados de percha son los relacionados con el mundo de la caza, desde los posaderos para las aves de cetrería hasta los bolsos utilizados por los cazadores para guardar las piezas obtenidas. En su uso más coloquial, la palabra percha también sirve para designar a una mujer solterona o para describir la figura/tipo elegante y atractiva de un hombre.  
Se presume que fue el presidente Thomas Jefferson  quien inventó el gancho de madera para las ropas. Sin embargo, el gancho más usado hoy en día, es el de alambre, invento atribuido a Albert J.Parkhouse, trabajador de una compañía en Jackson, Míchigan.

## Tipos de perchas

### Material
Hay tres tipos básicos de perchas de ropa según el material empleado: metálicas, madera y plástico. Las perchas de alambre consisten de en un simple lazo de alambre en una forma aplanada triangular, continuando hasta que al final termina en forma de gancho. En cambio, las perchas de madera, tienen distintas formas, y tamaños. Las perchas de plástico cubren todas las necesidades del sector moda textil. 
Algunas perchas tienen una barra redondeada de lado a lado, formando un triángulo aplanado, esta barra se diseñó para colgar los pantalones que pertenecen a la chaqueta. Hay también ganchos plásticos, que imitan la forma de los ganchos de alambre o de madera. Los ganchos plásticos también se producen en tamaños más pequeños para ajustarse a las formas de las ropas de los niños.

### Uso
Según la prenda a la que están orientadas, se distinguen diferentes tipos de perchas:
- Las perchas para americanas son de perfil grueso y de contorno semicircular para mantener la forma de la chaqueta.
- Existen perchas para pantalones consistentes en una especie de mordaza que se cierra sobre la pernera del pantalón. La percha mantiene la presión sobre la prenda quedando así colgada en vertical. De este modo, se evita la antiestética marca formada al doblarla por la mitad.

- La barra transversal de la percha tradicional también se usa para pantalones estando en algunos casos forrada de espuma para evitar su deslizamiento.
- A veces, los pantalones refuerzan su sujeción con una banda plástica adicional que cruza sobre la barra.

- También hay perchas creadas especialmente para viajar. En su mayoría, las perchas de viaje tienen funcionalidades similares a las perchas de ropa tradicional. Sin embargo, estas perchas poseen la capacidad de ser plegadas para ocupar menos espacio durante el transporte de las mismas. De igual forma, la invención Española con patente ES201930024 perteneciente a HangFold S.L. otorga funcionalidades adicionales, permitiendo doblar la ropa sin extraer la percha del interior de la prenda.
- Hay también ganchos de ropa forrados con materiales finos, tales como satén, para las ropas costosas, la ropa interior y los vestidos de lujo. La suavidad, acolchado de la felpa está pensada para proteger la ropa y para evitar que perfore el hombro de los vestidos con los ganchos de alambre.
- A veces, las perchas incorporan dos pinzas laterales para colgar faldas, shorts o prendas similares.
- Por último, existen perchas con ganchos para colgar cinturones.
- También, es un instrumento musical, su uso es agitarlo y hará un ruido musical.

## Historia
En 1903, Albert J. Parkhouse, un empleado del Timberlake Wire y Novelty Company en Jackson, Míchigan, cansado de oír las quejas de sus compañeros de trabajo sobre la escasa cantidad de percheros de que se disponía en la fábrica, dobló un pedazo de alambre en dos óvalos y torció los extremos juntos para formar así un gancho, es así como fue inventado el primer gancho básico de alambre. En 1932, Schuyler C. Hulett patentó un diseño mejorado, en el que utilizó tubos de cartón ondulado en las partes superior e inferior del alambre para prevenir arrugas y en 1935, Elmer D. Rogers agregó un tubo en la barra más baja, que aún se utiliza.
Los ganchos de alambre para las ropas, son comúnmente utilizados para forzar las aperturas de las puertas de los automóviles; no obstante con la creciente sofisticación de los sistemas de seguridad para los autos, tales métodos son a menudo inútiles en los automóviles más nuevos.

## Posaderos
Los posaderos o perchas son los artefactos en los cuales el ave rapaz usada en cetrería permanece parada gran parte del día.
Usualmente los posaderos tratan de imitar las superficies naturales sobre las cuales normalmente descansan o se posan las aves.

## "Estar hecho percha"
En Buenos Aires y Rosario, Argentina, la expresión "estar hecho percha", alude a estar muy cansado, agotado, incluso golpeado.